# Ocypode brevicornis
Az Ocypode brevicornis a felsőbbrendű rákok (Malacostraca) osztályának a tízlábú rákok (Decapoda) rendjébe, ezen belül a futórákfélék (Ocypodidae) családjába tartozó faj.

## Előfordulása
Az Ocypode brevicornis előfordulási területe az Indiai-óceán északi partvidéke. Az Ománi-öböltől kezdve, Indián és Srí Lankán keresztül, egészen a Nikobár-szigetekig található meg. Egyike a hat Ocypode-fajnak, mely megtalálható az Indiai szubkontinensen; a másik öt a következők: Ocypode ceratophthalma, Ocypode cordimanus, Ocypode macrocera, Ocypode pallidula és Ocypode rotundata.

## Megjelenése

Fiatal példány az indiai Keralában

A nemén belül a nagyobb méretű fajok közé tartozik. A páncél hossza 24-41 milliméter között, míg szélessége 26-50 milliméter között van. Felülről trapéz alakúnak hat; mivel hátul keskenyebb, elül pedig szélesebb. Páncélján kinövések, dudorok láthatók. A szemei 12 milliméteres nyeleken ülnek, és kissé befordulnak. A kifejlett példány színe a sárgától a barnáig változik. A hím lábai élénk sárgák lehetnek. A fiatal színe beleolvassza tulajdonosát a környezetébe.

## Életmódja
Mint minden közeli rokona, az Ocypode brevicornis is az árapálytérségben tölti el az életét. Nappal a homokba vájt üregében ül, bár néha ekkor is kijár táplálékszerzés céljából, de azért főleg éjszaka tevékeny. Mindenevőként törmelékkel és apró állatokkal táplálkozik, a dögöket sem veti el. Igen gyorsan képes futni. A hím területvédő. Ellenfelét különböző mozgásokkal, illetve olyan hangokkal próbálja elijeszteni, melyeket az ollóival képez homokhoz dörzsöléskor.

### Fordítás
Ez a szócikk részben vagy egészben  az   Ocypode brevicornis című angol Wikipédia-szócikk ezen változatának fordításán alapul.  Az eredeti cikk szerkesztőit annak laptörténete sorolja fel. Ez a jelzés csupán a megfogalmazás eredetét és a szerzői jogokat jelzi, nem szolgál a cikkben szereplő információk forrásmegjelöléseként.